# Stortjärnen (Skorpeds socken, Ångermanland)
Stortjärnen är en sjö i Örnsköldsviks kommun i Ångermanland och ingår i Nätraåns huvudavrinningsområde. Sjön har en area på 0,111 kvadratkilometer och ligger 244 meter över havet.

## Delavrinningsområde
Stortjärnen ingår i det delavrinningsområde (703386-158217) som SMHI kallar för Utloppet av Stortjärnen. Medelhöjden är 274 meter över havet och ytan är 6,2 kvadratkilometer. Det finns inga avrinningsområden uppströms utan avrinningsområdet är högsta punkten. Vattendraget som avvattnar avrinningsområdet har biflödesordning 2, vilket innebär att vattnet flödar genom totalt 2 vattendrag innan det når havet efter 85 kilometer. Avrinningsområdet består mestadels av skog (62 procent) och sankmarker (27 procent). Avrinningsområdet har 0,11 kvadratkilometer vattenytor vilket ger det en sjöprocent på 1,8 procent.